# …altrimenti vi ammucchiamo
…altrimenti vi ammucchiamo ist ein 1973 in Koproduktion mit Hongkong entstandener Italowestern, der im deutschsprachigen Raum keine Aufführung erfuhr. Der von Yeung Man Yi unter Pseudonym inszenierte Film erntete von der Kritik, wenn überhaupt wahrgenommen, Verrisse.

## Handlung
Im Fernen Osten findet ein Kung-Fu-Kampf statt, bei dem einer der Kämpfer die Flucht ergreift. Sein Gegner begibt sich auf die Suche nach ihm, die ihn in den Wilden Westen führt, wo beide sich gegen eine Bande brutaler Cowboys zusammenschließen. Sie geraten in zahlreiche gefährliche Situationen und begegnen der schönen Ellen. Eine Westernstadt beschützen sie, mit Hilfe ihres aus China eingetroffenen Meisters, gegen einen übelwollenden Samurai.

## Bemerkungen
Es gibt zahlreiche Titel, unter denen der Film international aufgeführt wurde. Die bekanntesten sind Kung Fu Brothers in the Wild West und Master Killers, in Italien I fratelli del kung-fu.
Regisseur und Produzent Yeung Man Yi wird auch mit dem Namen Yeo Ban Yee wiedergegeben.